# Breme
Breme är en ort och kommun i provinsen Pavia i regionen Lombardiet i Italien. Kommunen hade 748 invånare (2018).